# David B. Hill
David Bennett Hill (Havana, 29 agosto 1843 – Albany, 20 ottobre 1910) è stato un politico statunitense appartenente al Partito Democratico, governatore dello stato di New York tra il 1885 e il 1891.

## Biografia
Avvocato, fece parte dell'assemblea dello Stato tra il 1871 e il 1872. Eletto sindaco di Elmira (New York) nel 1882, governò per poco tempo in quanto fu eletto vicegovernatore dello Stato, come secondo di Grover Cleveland; dopo che quest'ultimo lasciò l'incarico, essendo diventato Presidente, prese il suo posto, venendo poi eletto nel 1885 e nel 1888.
Divenne senatore nel 1892; due anni dopo, nel 1894, fu candidato di nuovo alla presidenza dello Stato nel 1894, ma fu sconfitto da Levi P. Morton. Si ritirò dalla politica nel 1897, al termine del mandato senatoriale, tornando ad esercitare l'avvocatura.